# Pemfling
Pemfling – miejscowość i gmina w Niemczech, w kraju związkowym Bawaria, w rejencji Górny Palatynat, w regionie Ratyzbona, w powiecie Cham. Leży w Lesie Bawarskim, około 8 km na północny zachód od Cham, na terenie Parku Natury Górny Las Bawarski.

## Dzielnice
W skład gminy wchodzą następujące dzielnice: Engelsdorf, Grafenkirchen, Kager, Pemfling, Pitzling, Rhanwalting.

## Demografia
| Rok  | Liczba mieszk. |
| ---- | -------------- |
| 1970 | 1 946          |
| 1987 | 2 083          |
| 2000 | 2 252          |

## Oświata
(na 1999)

W gminie znajduje się 25 miejsc przedszkolnych (52 dzieci) oraz szkoła podstawowa (8 nauczycieli, 140 uczniów).